# 乌古论德升
乌古论德升（12世纪—1218年），本名六斤，金朝益都路（治今山东省青州市）猛安，女真人。
金章宗明昌二年（1191年），中进士，入补尚书省令史，担任吏部主事，绛阳军节度副使，卫绍王大安元年（1209年）知弘文院，改任侍御史，上奏西京（今山西省大同市）留守纥石烈执中奸恶，完颜永济不听。转任肇州（今黑龙江省肇源县）防御使。金宣宗迁南京（今河南省开封市），晋升为翰林侍读学士，兼户部侍郎，以翰林侍读、权参知政事，出为集庆军节度使，汾阳军节度使、河东北路宣抚副使，知太原府事、权元帅左监军，招徕已降蒙古的百姓四千余人。兴定元年（1217年），蒙古军攻太原，粮道绝，乌古论德升多次率兵出战，打通粮道，以功实授元帅左监军，行元帅府事。次年，乌古论德升尽力拒战，城破，自缢殉国。赠翰林学士承旨。